# James Alfred Wanklyn
James Alfred Wanklyn (18 février 1834 - 19 juillet 1906) est un chimiste analytique anglais du XIXe siècle dont on se souvient aujourd'hui principalement pour sa «méthode à l'ammoniac» pour déterminer la qualité de l'eau et pour ses arguments féroces avec ceux, comme Edward Frankland, qui s'opposent à lui sur des questions liées à l'analyse de l'eau.
Il travaille avec Edward Frankland et Lyon Playfair.
Il donne son nom à la réaction de Wanklyn.

## Biographie
Il est né à Ashton-under-Lyne le 18 février 1834, fils de Thomas Wanklyn et de sa femme, Ann Dakeyne, tous deux membres des Frères moraves. Il fait ses études à l'école morave de Fairfield, Lancashire. Il est d'abord apprenti chez un médecin à Manchester de 1843 à 1848. Cela semble inspirer un intérêt pour les médicaments et la santé humaine. Il va ensuite étudier la chimie à l'Owen's College de Manchester. Il fait ensuite des études de troisième cycle à Heidelberg sous Robert Wilhelm Bunsen en Allemagne de 1857 à 1859.
En 1859, il s'installe à Édimbourg et devient démonstrateur en chimie à l'Université d'Édimbourg.
En 1860, il est élu membre de la Royal Society of Edinburgh son proposant étant Lyon Playfair. En 1863, il est nommé professeur de chimie à la London Institution. Il quitte l'Institution en 1870 pour se concentrer sur la rédaction d'articles scientifiques. Au cours de cette période, il fonde la Society for Analytical Chemistry.
En 1877, il retourne à Londres pour enseigner la chimie et la physique au St George's Hospital mais démissionne en 1880. Il est ensuite analyste public à New Malden.
Il meurt chez lui, 6 Derby Villas à New Malden dans le Surrey le 19 juillet 1906. Il est enterré au cimetière de New Malden.

## Publications
- Tea, coffee and cocoa: a practical treatise on the analysis of tea, coffee, cocoa, chocolate, maté (Paraguay tea), etc., London: Trubner and Company, 1874
- Milk Analysis. A practical treatise on the examination of milk and its derivatives, cream, butter, and cheese, London: Trubner and Company, 1874
- Air Analysis: a practical treatise on the examination of air. With an appendix on illuminating gas, London: Kegan Paul, Trench, Trubner and Company, 1890
- Arsenic, London: Kegan Paul, Trench, Trubner and Company, 1901
- Sewage Analysis, 2nd edition, London: Kegan Paul, Trench, Trubner and Company, 1905
- Water-analysis, a practical treatise on the examination of potable water, 1st edition 1876, 11th edition, London: Kegan Paul, Trench, Trubner and Company, 1907